# Astragalus tumbatsica
Astragalus tumbatsica là một loài thực vật có hoa trong họ Đậu. Loài này được C.Marquand & Airy Shaw miêu tả khoa học đầu tiên.